# Église Saint-Michel-et-Saint-Gabriel de Čoka
Pour les articles homonymes, voir Église Saint-Michel-et-Saint-Gabriel.
L'église Saint-Michel-et-Saint-Gabriel de Čoka (en serbe cyrillique : Црква Светих арханђела Михаила и Гаврила у Чоки ; en serbe latin : Crkva Svetih arhanđela Mihaila i Gavrila u Čoki) est une église orthodoxe serbe située à Čoka, dans la province autonome de Voïvodine et dans le district du Banat septentrional en Serbie. Elle est inscrite sur la liste des monuments culturels de grande importance de la république de Serbie (identifiant no SK 1244).

## Présentation
L'église actuelle a été construite en 1870, à l'emplacement de plusieurs églises détruites tour à tour. 
Elle abrite une iconostase dotée de 49 icônes peintes en 1752 par un artiste inconnu,.